# MAGIC (MEGの曲)
「MAGIC」（マジック）は、日本の歌手、MEGの10枚目のシングル。

## 概要
ユニバーサルミュージック移籍第2弾シングル。本作品から中田ヤスタカ全面プロデュースとなる。「MAGIC」はテレビ東京系『正しい王子のつくり方』のオープニングテーマがタイアップとしてついた。「MIRACLE」は、彼女のワンマンライブ「PARTY」のラストに、スタッフロールとともに必ず流される曲。

## 収録曲
1. MAGIC
  - 作詞：MEG / 作曲：中田ヤスタカ / 編曲：中田ヤスタカ
  - テレビ東京系『正しい王子のつくり方』オープニングテーマ
2. MIRACLE
  - 作詞：MEG / 作曲：中田ヤスタカ / 編曲：中田ヤスタカ
3. MAGIC <NEMESIS MIX>